# Nová Dedinka
Nová Dedinka (maďarsky Dunaújfalu) je obec ležící v Bratislavském kraji, okres Senec na Slovensku. Žije zde přibližně 3 200 obyvatel.

## Historie
Obec Nová Dedinka vznikla roku 1960 sloučením dvou původních obcí Dedinka pri Dunaji (původně Šáp, první písemná zmínka o obci pochází z roku 1252) a Nová Ves pri Dunaji (první písemná zmínka o obci pochází z roku 1328).
V katastru obce se nachází  románský římskokatolický kostel Proměnění Páně ze začátku 13. století.